# St Albans International Organ Festival
Das St Albans International Organ Festival ist ein zweijährlich stattfindendes internationales Musikfestival im südenglischen St Albans. Es wurde 1963 anlässlich des Harrison & Harrison-Orgelbaus in der Abtei von St Albans durch den Organisten Peter Hurford gegründet. Bis 1965 wurde er zunächst jährlich ausgerichtet. Im Rahmen von Musikwettbewerben werden Preise in Interpretation und Improvisation (auch Tournemire Prize) für Orgel vergeben.

## Preisträger

### Interpretation
(seit 1989 ausschließliche Angabe der Erstplatzierten)
- 1963: Susan Landale
- 1964: Gillian Weir
- 1965: Hans-Joachim Bartsch (1. Preis); Andrew Davis (2. Preis)
- 1967: Danièle Gullo
- 1969: David Sanger
- 1971: Larry Cortner
- 1973: Jan Overduin, Walter Glyn Jenkins (geteilter 2. Preis)
- 1975: Lynne Davis (1. Preis); Desmond Hunter (2. Preis)
- 1977: keine Vergabe; Peggy Haas, Marcus Huxley (geteilter 2. Preis)
- 1979: Thomas Trotter (1. Preis); Keith Hohn (2. Preis); Peter Solomon (3. Preis)
- 1981: keine Vergabe; David Rowland (2. Preis); Nigel Spooner, William Welch (geteilter 3. Preis)
- 1983: Kevin Bowyer
- 1985: Kimberly Marshall (1. Preis); Diane Belcher (2. Preis); Alexander Dichmont (3. Preis)
- 1987: keine Vergabe; Bas de Vroome (2. Preis und Publikumspreis)
- 1989: Mikael Wahlin
- 1991: Joseph Adam
- 1993: Gabriel Marghieri
- 1995: Mattias Wager
- 1997: keine Vergabe; David Goode (2. Preis)
- 1999: Pier-Damiano Peretti
- 2001: Johannes Unger
- 2003: Herman Jordaan
- 2005: Andrew Dewar
- 2007: Ulrich Walther
- 2009: Konstantin Volostnov
- 2011: David Baskeyfield
- 2013: Simon Thomas Jacobs
- 2015: Johannes Zeinler
- 2017: Thomas Gaynor
- 2019: Kumi Choi
- 2021: keine Vergabe; virtuelle Veranstaltung wegen der COVID-19-Pandemie
- 2023: Sunkyung Noh

### Improvisation
- 1963: Guy Bovet
- 1965: André Isoir (1. Preis); Kees van Houten (2. Preis)
- 1971: Hans Eugen Frischknecht
- 1973: Kees van Ersel
- 1975: Nathan Ensign
- 1977: Jos van der Kooy
- 1979: Christoph Tietze
- 1983: Naji Hakim
- 1985: Marie-Bernadette Dufourcet
- 1987: David Drury
- 1991: Christoph Kuhlmann
- 1993: David Briggs
- 1997: Martin Baker
- 2001: Hayo Boerema, Thomas Lennartz (geteilter 2. Preis)
- 2003: Robert Houssart
- 2005: Gerben Mourik
- 2007: keine Vergabe
- 2009: Jean-Baptiste Dupont
- 2011: Paul Goussot
- 2013: Martin Sturm (Tournemire Prize for Improvisation)
- 2015: David Cassan (Tournemire Prize for Improvisation)
- 2017: keine Vergabe
- 2019: Gabriele Agrimonti (Tournemire Prize for Improvisation)
- 2021: keine Vergabe; es fand kein Improvisationswettbewerb statt
- 2023: Niklas Jahn und Samuel Gaskin (geteilter 1. Preis)

## Weblink
- Webseite des St Albans International Organ Festival (englisch)